# Ribera de Arriba
Ribera de Arriba is een gemeente in de Spaanse provincie en regio Asturië met een oppervlakte van 21,98 km². Ribera de Arriba telt 1.906 inwoners (1 januari 2016).

## Demografische ontwikkeling
Bron: INE, 1857-2011: volkstellingen